# Logan February
Logan February (23 de abril de 1999) es una persona poeta, ensayista, crítica musical, cantante, compositora y activista por los derechos LGBT nigeriana.

## Biografía
Logan February nació en el estado de Anambra en Nigeria el 23 de abril de 1999 y creció en Ibadan. Logan estudió psicología en la Universidad de Ibadan y escritura creativa en la Universidad Purdue. Logan es una persona no binaria y usa el pronombre elle.

## Obras
Logan es le autore de In the Nude, publicado en Nigeria por Ouida Poetry, 2019, y como Mannequin in the Nude por PANK Books en Estados Unidos. También es autore de los libros de capítulos Painted Blue with Saltwater (Indolent Books, 2018) y How to Cook a Ghost (Glass Poetry Press, 2017). Logan recibió una nominación a Pushcart y Best of the Net y su colección de poesía, Mannequin in the Nude fue finalista del African Poetry Book Fund de 2018 y también fue incluido en uno de los quince mejores libros debutantes en Nigeria por Brittle Paper.
Logan reseña música para revistas en línea. En 2017 apareció en THE EP de Eri Ife. La introducción de THE EP fue una interpretación de poesía de Logan y en la canción Nobody, Logan cantó junto a Eri Ife. Logan lanzó dos sencillos titulados Black SUV y Games en 2020.
Como activista LGBT en Nigeria, Logan fue editore invitade de la serie "There Is Hope" durante el mes del Orgullo 2020 para el blog de temática no binaria de Ynaija.

### Libros
- How to Cook a Ghost (2017)
- Painted Blue with Saltwater (2018)
- In the Nude (2019)

### Álbumes y revistas
- Un_Masking Difference. Literary Voices from Behind the Mask, editado por Natasha A. Kelly (2020)
- Berlin Quarterly, THE THIRTEENTH ISSUE, Winter 2021

### Honores y premios
- 2020 — Residencia web en Literarisches Colloquium Berlin[14]
- 2021 — Ganadore de los premios The Future Awards África[15]